# ヤングパラダイス
ヤングパラダイス（Young Paradise）はニッポン放送のラジオ番組。1983年5月2日から1990年3月28日まで放送。放送時間は月曜 - 木曜 22:00 - 24:00。通称はヤンパラ

## 概要

### 高原兄時代
放送開始当初はヒット曲『完全無欠のロックンローラー』で知られる、アラジンの高原兄がパーソナリティを務めた。開始当初は日替わりアシスタント（月曜：原田知世、火曜：原真祐美、水曜：松居直美、木曜：斉藤ゆう子）がいた。
1983年10月から原田は『ライオン ミュージックヴィレッジ 原田知世 星空愛ランド』のパーソナリティを務めるため、原は文化放送の裏番組内で箱番組を担当するため降板。月曜、火曜は週替わりパートナーに変更。
番組オープニング テーマはザ・ベンチャーズが演奏する弾厚作（加山雄三）作曲の『ブラック・サンド・ビーチ』。
エンディング テーマはビージーズの『愛はきらめきの中に』を使用した。
番組のジングルは安部恭弘が担当。
この時は一曲目当てクイズ、22時台に『アイドル ホイホイくるくる館』、他に22時40分頃から中継コーナー『ジャンケンマン』（担当は上柳昌彦アナ）、23時からのクイズコーナーが『クイズの王様』（放送作家は和田誠、テーマソングは高中正義のマンボNo.5）などのコーナー、木曜日は『女子高生でいっぱい! 夜のパジャマパーティー』を行った。
劇団スーパー・エキセントリック・シアター（SET）が出演するコーナーがこの時から存在した。
1983年12月14日は沢田研二、横山やすし、世良公則、藤岡琢也が出演したラジオドラマ『ドラマやでワレ! 唐獅子株式会社』を放送した。
番組後半は後にレギュラー化する「これは知らね〜だろ」等がテストを兼ねて放送した。「ジャンケンマン」こと上柳の他に「穴ほりマン」という中継レポーターも出ていた。「穴ほりマン」を担当したのは早大生（当時）で『タモリのオールナイトニッポン』のADを務めた、いとうせいこうである。
レポーターを務めたのは構成作家の和田誠、マイケル神部、渡辺実。番組途中からは新人ディレクターの鳥谷規が時報マンとして、23時と午前0時の時報を担当した。
番組はニッポン放送 本社ビル4階の一番奥にあった第5スタジオから生放送。スタジオの壁を番組キャラクターのマイク・ストロベリーにちなみ、ピンクに塗り替え、テーブルはショッキングピンクの物を使用するなど徹底していた。スタジオ内には番組放送時に撮影した写真が貼られていた。
鳴り物入りで始まった番組であったが、高原の喋りから富山弁がなかなか抜けない事が問題視され、1年持たずに高原は番組を降板することが決定。高原時代の末期はジャンケンマンこと上柳がスタジオに入って進行を代行する事が多くなった。
最終回のエンディング前に高原がこの日のために書き下ろした『ヤンパラ聴いてくれた ラジオの前のみんなに捧げる歌（仮タイトル）』を生ギターで弾き語りした（使用ギターはギブソンのアコースティックギター。このギターで『完全無欠のロックンローラー』を作曲）。
金曜日はコント赤信号がパーソナリティを務めたヤングパラダイス フライデースペシャル〜恋する電リク　ザ・マイクストロベリーショーを放送。
マイク・ストロベリーはフロリダ生まれの男の子という設定で、ヤングパラダイスの番組キャラクターとして出演したが、実際はアメリカ人の女の子が担当していた（当時のプロデューサー談）。
ニッポン放送アナウンサー（当時）の木村篤はテレフォンセンター担当で出演していた。
ゲスト回数トップは最終回のゲストでもあった堀ちえみの8回。最終回は小泉今日子・石川秀美、早見優、田原俊彦らが電話出演。スタジオと田原との電話中にマイクストロベリーに向かって「だって女の子じゃん!」とネタバレがあり、文化放送でレギュラー番組を持っていた近藤真彦が飛び入りで出演するサプライズがあった。1曲目はTHE ALFEEの『星空のディスタンス』、電リク第1位は松田聖子の『Rock'n Rouge』だった。

### 三宅裕司に交替以後
1984年2月2日の放送を以て、高原は番組を降板。同年2月6日からは劇団スーパー・エキセントリック・シアター（SET）座長で俳優の三宅裕司がパーソナリティを務めた。番組のオープニング テーマは起用順に安部恭弘、松尾清憲、BLUEW、JAG-TOY、MASAHARUの曲、1989年秋から最終回までは遠藤賢司『エンケンのミッチー音頭』（OP曲は一部を除き、歌詞を独自に変更）を使用した。エンディングは月替わりで最新の洋楽曲（一例としてはアリッサ・ミラノの「ルック・イン・マイ・ハート」やマルティカの「トイ・ソルジャー」など）をBGMに三宅のトークで番組を締めくくった。
三宅がパーソナリティを務めた後も高原時代のジングルがしばらく使用されていたが、後にオリジナルに変更した。
当番組は中高生を中心に絶大な人気を獲得。三宅とSETの知名度は大きく向上した。三宅は劇団の公演中は休まず、地方公演の際は各地域の放送局から放送した。
本番組末期の1989年12月当時も聴取率は同時間帯トップで、全曜日が「ヤングタイム高聴取率番組ベストテン」内に入っていたが、三宅は1990年4月から日本テレビ、読売テレビの深夜番組『EXテレビ』の司会を務めることが決定。当番組は同年3月29日に終了した。
三宅は同年4月から『NISSANラジオパラダイス 三宅裕司のどよーん!』のパーソナリティを務めた。2年後の1992年4月から『裕司と雅子のガバッといただき!!ベスト30』が開始。現在の『三宅裕司のサンデーヒットパラダイス』に至るまで、日曜朝の時間帯でタイトルやパートナーを変えながら、ニッポン放送でレギュラー番組を持っている。
「ヒランヤ」「ヤッちゃん」「水戸さま」「おぼっちゃま」「オタク族」「ベロダス」「ナゾダス」など、数多くの流行が番組から生まれた。
2006年4月10日 18:00 - 20:30に『三宅裕司のヤンパラリターンズ 帰ってきた恐怖のヤッちゃん!』。2019年4月21日 18:00 - 21:00に『三宅裕司のヤンパラリターンズ』を放送した。
2024年7月15日 20:00 - 22:00に『ニッポン放送開局70周年特別番組 笑顔にナーレ! 三宅裕司のヤングパラダイス』を放送した。

## 主なコーナー
（）

### オープニング コント
- 曜日別に基本的に三宅1人による（小倉・八木橋他、SETメンバーの居る回は複数による）コント。「ゴルゴ三宅」「ランボー三宅」「パウロ三宅」等々。その時期の話題の映画や時事をパロディしたコントが多かった。

- 木曜のゴルゴ三宅の開始時に三宅による「今夜も44マグナムが・・・」という台詞を開始前の時報案内のニッポン放送アナウンサーがそれに因んだ時報を行ったのに対して、三宅がそのアナウンサーのコメントに答える様なアドリブの効いた台詞に変更して始まる等、生放送ならではの開始などが多々見られた。火曜日のホラーコントは『タッチ』の「浅倉南」によるコントが一度行われた事がある。

### ドカンクイズ
- 夜11時頃に開始される、電話によるリスナー参加型のクイズコーナー。
- 問題コースは簡単な「はなたれ」コース（1問2,000円）と難しい「インテリ」コース（1問10,000円）があり、リスナーは応募時に挑戦するコースを選択する。出演リスナーは両コースから毎日1名ずつ選ばれ、性別も男女1名ずつとなっていた。
- 制限時間は1分間。三宅の出題する問題にリスナーが答えていき、正解する毎にコース別の賞金が積み立てられる。誤答やスルー（無解答）による罰則は無い。
- 1問だけ問題文の代わりに「ドカン」が設定されている。リスナーは各問題が読まれる前（三宅が「第1問」などと言った直後）に問題に答えるなら「行く」とコール、この問題は「ドカン」だと予想して次の問題に行くなら「パス」とコールする。パスは2回のみコールできる。(パスを3回するとお手付きでドカンになる。)
- 「ドカン」の問題に対して「行く」とコールすると爆発音が鳴り失格、それまで積み立てた賞金は没収となる。失格になっても1問でも正解していた場合は記念品が貰えたが正解が無かった場合は何も貰えなかった。
- 「ドカン」に当たらずに1分が経過し、時間切れになれば積み立てた賞金を獲得できる。時間切れの際にはチャイムが鳴り、この時に出題中または解答中の問題までが有効となる。殆どの場合は6〜7問目で時間切れとなっていた。
- 1問目の「ドカン」、1問目をパスして2問目で「ドカン」など、クイズに挑戦出来ずに終了したケースがあった。制限時間の都合から、7問目以降に「ドカン」が置かれることは非常に稀であった[注釈 2]。
- 挑戦前には出演リスナーの家族や友人などの応援コールがあった。
- スペシャルウィーク（聴取率週間）はゲストが挑戦者となり、リスナーがその成績を予想する企画があった。ゲスト最多出場はチェッカーズ（15回）で、「インテリ」コースを必ず選択していた。最高記録は30,000円。
- 番組を通しての最高記録は40,000円。その中には菊池桃子がいた（1986年8月6日放送。スペシャルウィークにて）。
- 能勢一幸は高校生時代に出演、30,000円を獲得している。
- ヤンパラ終了後も同時間枠で放送されていた夜ワイド番組は「ドカンクイズ」のフォーマットを踏襲したリスナー参加型のクイズコーナーが番組毎に形を変えながら継続した。ただし、LF+Rレーベルを掲げていた1999年4月から2003年3月まではコーナーを一時休止。2008年9月、『銀河に吠えろ!宇宙GメンTAKUYA』開始後の同時間帯の夜ワイド番組はクイズコーナー自体が無くなった。

| クイズ名                           | 担当番組                                          | 担当者                  | 担当者   | 期間                    | 備考                |
| クイズ名                           | 担当番組                                          | 月曜 - 木曜             | 金曜     | 期間                    | 備考                |
| ---------------------------------- | ------------------------------------------------- | ----------------------- | -------- | ----------------------- | ------------------- |
| 暴走族クイズ                       | 内海ゆたおの夜はドッカーン!                       | 内海ゆたお              | （不在） | 1990年04月 - 1991年02月 |                     |
| ザ・ベースボールクイズ             | 伊集院光のOh!デカナイト                           | 伊集院光                | 伊集院光 | 1991年03月 - 1994年03月 |                     |
| ザ・ベースボールクイズ             | 伊集院光のOh!デカナイト                           |                         | （不在） | 1994年04月 - 1995年04月 |                     |
| バスケットボールクイズ             | キャイ〜ン天野ひろゆきのMEGAうま!ラジオバーガー!! | 天野ひろゆき            | （不在） | 1995年05月 - 1995年11月 |                     |
| ゲルゲ10万円クイズハンター         | ゲルゲットショッキングセンター                    | 井手功二                | （不在） | 1995年11月 - 1999年03月 |                     |
| いいネ! 学園今日はお前がクイズ当番 | オールナイトニッポンいいネ!                       | 日替わり                | （不在） | 2003年04月 - 2004年03月 |                     |
| クイズ答えMAX                      | 東貴博 ニッポン全国 ラジベガス                    | 東貴博                  | 東貴博   | 2005年10月 - 2006年03月 |                     |
| サッカークイズ                     | 東貴博 ニッポン全国 ラジベガス                    | 東貴博                  | 東貴博   | 2006年04月 - 2006年09月 | ここまで東貴博単独  |
| サッカークイズ                     | ヤンピース                                        |                         | 山里亮太 | 2006年10月 - 2007年09月 | 金曜は2008年3月まで |
| ベースボールクイズ                 | ヤンピース                                        | 2007年10月 - 2008年08月 | 山里亮太 |                         |                     |

- 1990年の第16回ラジオ・チャリティー・ミュージックソンでは、24日の夕方のロケ先から復活特番が放送された。街頭の人達による参加だった事もあり、ルールが分からず遅いペースで4問目までパスを使わず全問正解して終える回答者も居た。
- 1992年3月放送の三宅裕司のどよ〜ん!の最終回で復活特番が行われた。
- 2004年の開局50周年記念特番「ニッポン放送開局記念日スペシャル 笑顔が一番!あなたと一緒に50年」に三宅が出演した際、当時の裏話として「クイズ前のリスナーとのトークで、リスナーがあまりにも生意気な態度を取った時はドカンの位置を急遽変更して、わざと失格にすることもあった」と語った。
- 三宅の休暇中は代理パーソナリティのドカンクイズを放送したが、コースや賞金が異なる場合があった。坂崎幸之助がパーソナリティを務めた際はコースは「鶴」コースと「亀」コース、賞金はどちらも1問 3,000円。
- RKB毎日放送の平日帯 夜ワイド番組『HiHiHi』内の1コーナー「クイズBOKAN」で、ほぼ同じ内容のクイズを放送した。問題コースは「駆け出し」コースと「いっちょ前」コースの二つで、後者は「ボカン」が2問設定されていた[注釈 3]。番組スタッフはこのクイズの存在を知っており、企画を真似したことへ苦言を呈していた。
- 『三宅裕司のサンデーハッピーパラダイス』内で、当時のルールや効果音をほぼ再現して復活した。ヤンパラ時代に出場したリスナーが再び出場した。
- 2019年の復活特番は「インテリ」コースが「ちょっとインテリ」コースになり、賞金も予算の関係で10,000円から2,000円に減額した。
- このコーナーは『笑福亭鶴光のオールナイトニッポン』の1コーナー『爆走レーシングゲーム』が元になったとされている[9]。

### あなたも体験 恐怖のヤッちゃん
- ヤクザとの遭遇体験を紹介。
- コーナーのオープニングとエンディングに童謡『サッちゃん』と『手のひらを太陽に』の替え歌（唄・小倉久寛）が使われていた。

### 不気味なチュー太郎
- 酔っぱらいとの遭遇体験を紹介。

### おぼっちゃま
- お金持ちの息子のユニークな行動を紹介。コーナーテーマ曲は「四季」（アントニオ・ヴィヴァルディ）。

### ヒランヤの謎
- 正三角形2つを上下に組み合わせた形（六芒星）をデザインした物体を置くと不思議な現象が起こる旨を実験して報告。
- 東京都内の某所に埋められた「ヒランヤ」を探して賞金を当てる企画では、ヒランヤが埋められているとされる公園の地面が多数のリスナーにより掘り返されて番組プロデューサーが公園側に謝罪するなどの事件がおこった。

### 3つのどん底
- 三段オチとなるネタを紹介。コーナー開始当初は「輝け!どん底三重奏」だった。コーナーテーマ曲は「カルメン」（ジョルジュ・ビゼー）。

### 幸福者不幸者
- 言葉自体は似ていても内容が全然異なる2つの言葉を並べて笑わすネタを紹介。
- 中学生の頃、ビビる大木が投稿し採用された。

### マヌケな動物
- 動物のおかしな行動を紹介。毎回三宅が変なしゃべり方でタイトルを叫んでいた。

### 新・早口言葉 ベロダス
- リスナーから募集した難しくて面白い早口言葉をSET隊（岸谷五朗・寺脇康文・山田幸伸）の3名が挑戦する。そのネタ本は現在もニッポン放送のアナウンス研修で使われているらしい。

### ナゾダス
- 三宅が謎の言語学者「三宅一京助」に扮して笑えるなぞなぞを出題。後に渋谷公会堂でなぞなぞ日本一を決める大会を開催した。

### アミのお部屋
- スーパー・エキセントリック・シアター（SET）団員の今村明美（アミ）と三宅扮するユーミンがリスナーの相談に答える。

### マダムガンビー
- 経験豊富な占い師である「マダムガンビー」が、ゲストに対して運勢を伝える。

### 中森明菜歌合戦
- 電話出演のリスナーが、中森明菜の特徴であるビブラートを利かした歌い方でネタを披露する。

### 新平成コミュニケーション あほだら語
- 逆さから読むと卑猥に聞こえる言葉（たいこめ）を紹介するコーナー（例：わたし だめな ちち（私、だめな父） → ちち なめだしたわ（乳、舐めだしたわ））。「あほだら教」教祖として青空球児・好児がレギュラー出演。

### つぎはぎザ・ビッグヒット
- 色々な曲を継ぎ足して面白い歌詞の曲を作る。

### 中ちゃんの一日
- 中曽根康弘首相（当時）のその日の動向を伝えるコーナーで、同時に誕生日おめでとうのメッセージも受け付けていた。実際に1984年と1985年に2年続けて中曽根首相の誕生日、5月27日にリスナー代表が首相官邸に出向いて番組で集まったバースデーカードを渡し、その当日に本人が電話で生出演していた。本人からお礼の手紙も届いたことがある。

### 我慢の極地！ 水戸様の怒り
- 大便（特に突発的な下痢）をもよおした時の状況や心境を面白おかしく紹介する。「風車の弥七（屁）」など、水戸黄門の登場人物に当てはめた多彩な表現がリスナーにより創出された。肛門は「菊の御門」。本屋で便意を催してしまう「山田よし子症候群」が生まれた。

### サンショウウオの悲劇
- 「水戸様」が後ろなのに対してこちらは前、つまり前が立ってしまった時の事である。当然のことながらハガキ投稿者はすべて男性である。

### 留守電ボイスグランプリ
- 1987年から1988年にかけてのコーナー。面白い留守電の応対メッセージを募集。カセット部門と台本部門（台本ははがきなどに書いて送る）で受け付けていた。1988年1月の時点でははがきが毎週約200通、カセットテープは20本ほどが届いていた。1988年2月6日にはこのコーナーのグランプリ作品の選考会が東京・新宿のスタジオアルタで行われた[10]。

### オタク族の実態
- 特定の趣味（なぜか暗いものばかり）を持つ者の実態を紹介。オタクという言葉は当時は極めてマイナーであった（「オタク」という言葉が一般的に知られるようになるのは東京・埼玉連続幼女誘拐殺人事件発生以降）。当時の略称は現在の「＊＊ヲタ」ではなく「＊＊タク（鉄タク、アニタク等）」であった。かなり悪意のある内容だったためトラブルが絶えなかった。

### これは知らね〜だろ
- 電話出演のリスナー2人の対決で、「これは誰も知らない」という自分だけの秘密を面白おかしく暴露して受けた人が勝ち。後期は親子対決となり「隠し事が無い明るい家庭を作って欲しい」という意味があった。

### ハンドメード宝くじ
- 正式には「当たれ! 僕の! 私の! ハンドメード宝くじ」。スペシャルウィーク（聴取率調査期間）の企画として度々実施。ハガキに4桁の数字を書いて送り、番組内で抽選。抽選は番組中に番号アナウンスが吹き込まれたオープンリールテープをパーソナリティの「スタート!」の掛け声で早送りして「ストップ!」の掛け声に合わせ停止再生させる事で行った。当選するとAコース「好きな芸能人に会える権利」またはBコース「好きなもの（10万円以内）」を獲得。
  - 当選しても5回コールの末に電話に出られなくなり、本人が「入浴中」「就寝中」等で家族の者が出たり（ルール上、当選者本人が受話器を必ず取ることになっている）、番組内で発表される合言葉を言えない場合は「失格」となった。

### 各種出前企画
- 「ハンドメード宝くじ」同様、スペシャルウィーク企画として度々登場。リスナーの家に当時のアイドル歌手などを派遣して生中継する。

### 超人! ダジャレ合戦
- 月曜日に行われていた人気コーナーの一つ。毎週一つのテーマ（例：コンビニで売っているもの、先の尖ったものなど）を決めて、三宅の「ウシさんチーム」、小倉の「ゴリラさんチーム」、八木橋の「ヤギさんチーム」に分かれ、リスナーから募集した五つのダジャレを紹介し合う。三宅があみんの『待つわ』の替え歌ダジャレを紹介するのが定番になっていた。判定はそれぞれの動物の鳴き声で行われ、一週目に勝ち抜けば、Tシャツ（冬場はトレーナー）が二週目以降は賞金が貰えた。

### いろんな教え
- 番組末期の人気コーナー。リスナーから送られた、いわゆる「あるあるネタ」を次々と紹介していく。ネタが紹介されるたびに「ありがたや〜ありがたや〜」というSEが流れるのが恒例で、ネタは後に「ありがたや教経典」として番組本にまとめられたほか、「ありがたや教」の本尊として三宅を象った「栓抜き地蔵」（三宅が見た「あなたの心の栓を抜く」という夢に由来する。手には栓抜きを持っている）なる像まで作られた。

### あほだら語
- 「あほだら教」教祖として青空球児・好児が出演し、投稿されたはがきを読むコーナー。あほだら語は逆さまから読んでも意味を持つ文である。当時の紹介されたものとして、「ちちなめまくるあそこそこ」「だんしまんじるじんか」がある。

## コーナー番組
2時間の生放送中、4本のコーナー番組（箱番組）を内包した。『くるくるダイヤル ザ・ゴリラ』の反省点を生かし、コーナー番組を3～4本に減らしている。これらの一部は地方局へネットした。以下はその一部。
コーナー番組に出演していたメンバーを総称して「ヤンパラファミリー」と呼んだ。
ワイド番組名の略称を入れた「〇〇ファミリー」というコーナー番組の総称は『ゲルゲットショッキングセンター』まで継承。
ネット局があった番組は月曜 - 金曜帯だったがが、ニッポン放送は金曜日放送分を放送せず、各ネット局への裏送りとなった。
- 資生堂 提供枠（22:30 - 22:40頃）
  - 田原俊彦 君とSHOWERING NIGHT SHI-SEI-DO!（1983年5月 - 1986年3月）
  - 田原俊彦 心はストレート（1986年4月 - 1987年3月）
  - 仲村トオル 待たせてゴメン（1987年4月6日 - 1989年10月6日）
  - 大槻ケンヂのセニョール!セニョリータ!（1989年10月9日 - 1990年6月29日、内海ゆたおの夜はドッカーン!に続投）
- 花王 提供枠（22:50 - 23:00頃）
  - カオーラブリーステーション
    - 薬師丸ひろ子 ひろ子探偵局（1983年5月2日 - 1983年12月29日）
    - 薬師丸ひろ子 ほほえみ通信（1984年1月 - 1984年4月5日）

  - どんまいフレンド（慎吾と大輔（1984年4月9日 - ）→ 慎吾と健二（1984年10月15日 - ）→ 慎吾と雄基（1985年6月10日 - ）→ 雄基とナオト（1985年11月4日〜） → 隆治と一輝（1987年4月6日 - ） → 一輝と良明（1988年4月11日 - ） → 南渕一輝[注釈 5]（1989年1月 - 1989年2月9日） → CHA-CHA（1989年2月13日 - 1990年9月、内海ゆたおの夜はドッカーン!に続投）
- ライオン ミュージックヴィレッジ枠（23:30 - 23:40頃）
  - 桑田佳祐のミスターポップス! （1982年4月5日、くるくるダイヤル ザ・ゴリラから続投 - 1983年9月30日）
  - 原田知世 星空愛ランド （1983年10月3日 - 1984年12月27日。終了後に1年3か月のブランクを経て、1986年4月から1年間、日曜24:00 - 24:30に放送）
  - おねがい! チェッカーズ （1985年1月1日 - 1991年2月28日、内海ゆたおの夜はドッカーン!に続投）
- 東芝 → 森永製菓 提供枠（23:43 - 23:53頃）
  - KIDS IN TOSHIBA かぼちゃークラブ（秋元康。竹沢るり子 → 本田美奈子が共演。1984年4月9日 - 1985年10月31日） - この番組のみ東芝 提供。
  - おニャン子のアブない夜だよ（国生さゆり、河合その子（1985年11月4日 - ） → 国生さゆり、河合その子、横田睦美、渡辺美奈代（1985年12月 - ） → 白石麻子、横田睦美、渡辺美奈代（1986年4月 - ） → 岩井由紀子、渡辺美奈代（1986年10月6日 - ） → 渡辺満里奈、生稲晃子（1987年4月 - 1987年9月） - この番組から森永製菓 提供。
  - おちゃめな夜だよ いたずらレモン（渡辺満里奈、仁藤優子、真弓倫子（1987年10月 - ） → 仁藤優子、真弓倫子（1988年1月 - ） → 我妻佳代、仁藤優子、小川範子（1988年4月 - ） → 小高恵美、藤谷美紀、高岡早紀（1989年4月 - 1990年3月）

## 関連商品
番組内の企画から誕生した関連商品を以下に示す。
- 赤ちゃんのエアロビクス - ポニーキャニオン
ビューティー三宅のラップに合わせた一人コントがカセットテープ化され販売された。
- ヤンパラアドベンチャー ヒランヤの謎 - ポニーキャニオン
三宅の登場するパソコン向けゲームソフト。MSX・FM-7等に対応。
- ヤンパラフル - 日清食品
麺とスープに、ピンクやグリーンなどのカラフルな色のつけたインスタントラーメン（着色はクチナシなどの天然素材を使用）。リスナーからアイデアや要望を募って企画・製作した。コンソメ・バジリコ・クラムチャウダー風味のセット販売。店頭販売はなく、路上販売イベントでのみ購入可能で、どの会場でも完売している。購入者が三宅あるいはスタッフとジャンケンをして勝つと、記念メダルが貰えた。
- 焼き芋飲料IMO（イモ） - カゴメ
焼き芋味の缶飲料で炭酸入りなど数種類が発売された。ラジオCMのイメージガールは網浜直子。

## 番組本
番組内の企画から誕生した関連書籍を以下に示す。出版元は全て、ニッポン放送出版。
- 『あなたも体験! 恐怖のヤッちゃん』 - 1985年 ISBN 4893530461
- 『これが噂のヒランヤだ ― ピラミッドパワーを超えた奇跡の黄金六芒星』 - 1985年 ISBN 489353050X
- 『帰ってきたヤッちゃん ― 地獄のお礼まいり』 - 1986年 ISBN 4893530941
- 『恐怖のヤッちゃん 三代目の逆襲』 - 1987年 ISBN 4893531468
- 『ナゾダス3000』 - 1987年 ISBN 459400170X
- 『新早口言葉ベロダス』 - 1988年 ISBN 459400248X
- 『ありがたや教経典』 - 1988年 ISBN 4594003710

## 映画
『恐怖のヤッちゃん』 - 上記の『あなたも体験!恐怖のヤッちゃん』は、ニッポン放送と東映が提携し、金子修介監督で1987年に映画化された。三宅も出演している。主題歌は『恐怖のヤッちゃん〜愛と抗争の日々』（歌:土田由美、作詞:森雪之丞、作曲:都志見隆、編曲:船山基紀）。
同時上映はヤンパラファミリーの仲村トオル主演『新宿純愛物語』。

## スタッフ
- 宮本幸一
- 鳥谷規（ディレクター）
- 山本（フルネーム不詳）
- 土屋夏彦（茶々丸）
- 本郷純二
- 入江たのし
- 田村光広（田舎モン）(元・文化放送取締役デジタル事業局長)
- 松島宏（ドスコイ）
- 戸田修一

## オープニング テーマ
タイトルは全て、オリジナルのもの。歌詞の一部を番組タイトルや三宅の名前などに置き換え、2番以降をオフボーカルにした番組オリジナルの素材を使用した。高原兄 担当時のオープニング テーマは加山雄三作曲の『ブラック・サンド・ビーチ』（映画『エレキの若大将』挿入曲）のザ・ベンチャーズ ヴァージョン。
- 安部恭弘 - 『カフェ・フラミンゴ』
- 松尾清憲 - 『愛しのロージー』（歌詞の「ロージー」を三宅の名前「ユージー」に置き換えた）
- BLUEW - 『Syndi』（タイトル及び歌詞の「Syndi」を「ユージ」に置き換えた）
- 我妻佳代 - 『気になるアイツ』（アメリカの歌手・ANA（アナ・ロドリゲス（英語版））の『THE BOY NEXT DOOR』の日本語カバー曲で、「AGA」（アガ）名義で歌っていた）
- JAG-TOY - 『DOWN TOWN PARADISE』（歌詞の殆どがオリジナルと異なるヤンパラ バージョン）
- MASAHARU - 『渚のラジオ』（セカンドシングル「暴れる女神～HURRICANE GIRL～」のC/W曲、歌詞の置き換えはなく、オリジナルを使用した）
- 遠藤賢司 - 『エンケンのミッチー音頭』（歌詞の一部を「ヤンパラ」などに置き換えていた）

## その他
- 1987年に草野球の全国大会、ニッサングリーンカップに「ヤンパラチーム」として出場したことがある。対戦相手はヤンパラファミリーの仲村トオルが出演した刑事ドラマの「あぶない刑事チーム」だった。（詳細：）
- イメージキャラクターは「マイクストロベリー」。フロリダ生まれという設定。
- 時々、オープニングでシンガーソングライター・谷山浩子のラジオ番組「谷山浩子のオールナイトニッポン」のコーナー「谷山浩子の愛の星占い」のパロディー「三宅裕司の愛の星占い」を演じて笑いを誘った。
- 番組のイベントとしては、『校内出前放送局』と題して、1985年11月19日に東京都立南葛飾高等学校に三宅自ら出向き、同高校の放送室でヤンパラの収録を行った[11]。また、『とんでもない学力テストを受けてヤンパラスキーツアーに行こう』という企画を行い、その中から選ばれたリスナーを連れて1986年3月1日にツアーに行っている[12]。
- 1985年10月14日は、TBSのスタジオから放送を行った。当時三宅が出演していたTBSの番組『冗談ストリート』の収録と当番組の放送時間が重なり、一緒にやろうということになったためである。なお、この模様はテレビでも、同年11月9日の冗談ストリート内でも放送された[13]。
- 1年通して（正月も含めた）月曜から木曜まで休みなく常に放送。三宅が年に数回、まとめて休みを取ることがあり、その時はパーソナリティとして小倉・八木橋等SETのメンバーが代理で「小倉・八木橋のヤングパラダイス」などタイトルコールも替えて放送した。また、常滑川まこと（大竹まことの別名義）や坂崎幸之助等が代理パーソナリティを務めたこともあった。
- 高原兄が降板するに当たり、後続のパーソナリティ選出のオーディションにとんねるずやサンプラザ中野らも候補として挙がっていた[14]。とんねるずは既に中高生に人気があったコンビであるが、最終オーディションで落選。その後、テンションの高いトークを買われ、サンプラザ中野共々深夜枠の『オールナイトニッポン』に起用、『とんねるずのオールナイトニッポン』『サンプラザ中野のオールナイトニッポン』を開始する。
- 1984年12月6日放送の『ザ・ベストテン』の7位に菊池桃子「雪にかいたLOVE LETTER」がランクイン。放送中に菊池がニッポン放送のスタジオ・ラジオハウス銀河で『SONY Night Square 桃子とすこし夜ふかし』の収録をしていたため、そのままニッポン放送社屋内で歌った。演出が各スタジオへ向かうものだったため、たまたま放送直前の打ち合わせ中だった三宅とスタッフ3人が映り、歌唱中の菊池を「(歌詞にある)物語じゃないよ!」と困惑しつつ突っ込んだり、菊池の後に付いていき「マズイじゃないか!」とおどけるようにボケ倒した。この後、菊池は『ヤンパラ』の直前に生放送されていたナイターオフ番組に出演中の明石家さんまのいるスタジオへ向かい、これに驚いたさんまはすかさずスタジオを飛び出し、「放送中やで!」「これ、本番?」と発言した。追っかけマンは、松宮一彦（当時TBSアナウンサー）。この模様は1984年12月27日の『ザ・ベストテン豪華版』の「名迷場面集」でも放送された。